# Єпархія Еміненціани
Єпархія Еміненціани (лат. Dioecesis Eminentianensis) — колишня християнська єпархія, сьогодні — титулярна єпархія Католицької Церкви.

## Історія
Еміненціана — єпископський осідок, що був розташований у римській провінції Мавретанія, у сучасному Алжирі.
Відомі імена двох єпископів цієї єпархії. У Карфагенському соборі 411 року брав участь єпископ-донатист Маркіян. У Карфагенському соборі, який у 484 році скликав король вандалів Гунеріх, брав участь єпископ Еміненціани Віктор, про якого також відомо, що пізніше він був на засланні.
Сьогодні титулярним єпископом Еміненціани є Даниїл Козлинський, апостольський адміністратор Буенос-Айреської єпархії Покрови Пресвятої Богородиці Української Греко-Католицької Церкви і апостольський візитатор для вірних УГКЦ, що проживають в Уругваї, Парагваї, Чилі та Венесуелі.

## Єпископи
- Маркіян † (згадується в 411) (єпископ-донатист)

- Віктор † (згадується в 484)

## Титулярні єпископи
- Юліус Анґергаузен † (27 січня 1959 — 22 серпня 1990 помер)
- Чаба Терняк (24 грудня 1992 — 15 березня 2007 призначений архієпископом Егера)
- Даниїл Козлинський (20 червня 2007 — 8 жовтня 2016 призначений єпископом Буенос-Айреським)
- Ноель Сейоум Франсуа (з 8 квітня 2017)